# Nuno Cavaleiro
Nuno Miguel Mendes Cavaleiro (Lisbona, 7 gennaio 1976) è un ex calciatore portoghese, di ruolo centrocampista.

## Carriera

### Club
Ha giocato nella massima serie dei campionati portoghese ed hongkonghese.